# Варрау

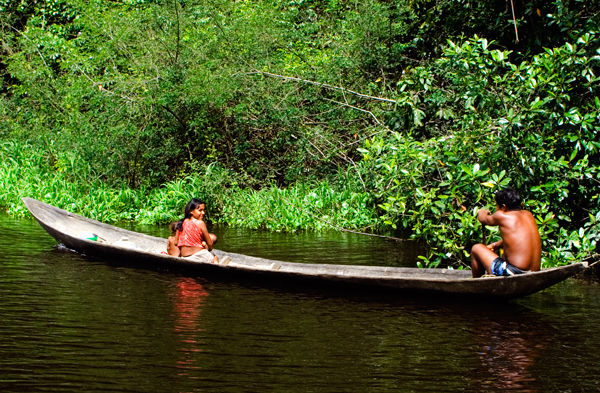
Семья варрау в каноэ

Варрау (вара́о, уарао, гуарао, гуарауно; дословно — «люди лодок») — народ, обитающий на северо-востоке Венесуэлы и на западе Гайаны. Термин «варрау» переводится как «люди лодок» и связан с образом жизни данного народа. Численность составляет около 20 000, большинство варрау обитают в дельте реки Ориноко, а небольшое количество — в других местах Гайаны и Суринама.
Говорят на агглютинативном языке варао.

## Образ жизни

### Жилища
Племя варрау обитает на многочисленных и плодородных островах в дельте реки Ориноко. Они живут в хижинах без стен с тростниковой крышей на сваях, что защищает их от ежегодных наводнений. По этой же причине обычно такие здания строятся на возвышениях. Иногда группа хижин сооружается на крупной платформе из древесных крон. В каждой из хижин имеется глиняная печь, расположенная в центре, и её окружают спальные гамаки. Кроме гамаков, иногда имеются деревянные табуретки, в ряде случаев вырезанные в форме животных.

### Средства передвижения
Основным средством передвижения являются каноэ. Другие способы передвижения — даже хождение пешком — затруднены из-за наличия сотен ручьёв, потоков, болот, постоянных наводнений Ориноко. Маленькие дети варрау уже в очень юном возрасте умеют хорошо держаться за шею матери и рано приучаются грести веслом и плавать, нередко до того, как научатся ходить.
Варрау используют два вида каноэ:
- «Бонго», вмещающие до 50 человек. Чтобы сделать бонго, вначале нужно найти дерево подходящего размера. Мужчины клана принимают решение, какое дерево для этого лучше свалить. В начале сухого сезона они ищут подходящее дерево и рубят его, после чего в дереве выдалбливается выемка при помощи каменных орудий, которые они покупают у горных жителей, а также огня и раковин.
- Ещё один тип каноэ — маленькие лодки, вмещающие не более 3 человек, используются для ежедневного передвижения от одного источника пищи к другому.

### Пища
Пища народа варрау основана на том, что они добывают в дельте Ориноко, и в основном состоит из рыбы. К 1500 году они освоили базовые навыки огородничества, однако до сих пор большую часть их фруктового и овощного рациона составляют дикорастущие плоды. В июле и августе варрау охотятся на крабов, которые попадают в дельту с побережья. Охота, из-за культурных табу, практически не распространена.

### Верования
Варрау, по их собственным словам, происходят от бога-охотника. Этот человекобог первоначально обитал на небе, где были люди, но не было никаких животных, кроме птиц. Для охоты на этих небесных птиц он использовал лук и стрелы. Падающая птица пробила небесную твердь, через которую птицы проникли в нижний, земной мир. Охотник также пролез в это отверстие и увидел прекрасную и плодородную землю (ныне Венесуэла) и решил спуститься вниз, чтобы насладиться её богатствами. Он сплёл длинный канат, привязал его к небесному дереву и спустился вниз.

## Первый контакт с европейцами
Впервые варрау с востока дельты Ориноко встретились с европейцами вскоре после того, как туда попал Колумб. Алонсо де Охеда решил исследовать реку вверх по течению вплавь. В дельте Охеда увидел построенные на сваях и соединённые мостиками жилища варрау, что напомнило ему Венецию. Отсюда происходит название страны Венесуэла (дословно — «маленькая Венеция»).

## Современные проблемы
Недоступность земель варрау затрудняет обеспечение медицинской помощи. Среди индейцев широко распространён туберкулёз.
Летом 2008 года местные вожди совместно с исследователями из Калифорнийского университета (Беркли) выпустили доклад о смерти 38 людей варрау в штате Дельта-Амакуро от загадочной болезни. Болезнь, которая вызывала частичный «паралич, конвульсии и сильный страх перед водой», как предполагается, является разновидностью бешенства, которая передалась людям от летучих мышей. Однако в Каракасе, по словам исследователей, они «столкнулись с неуважением на всех уровнях власти, как будто смерть аборигенов не представляла никакой важности».